# Sailplane Corporation of America
La Sailplane Corporation of America era un'azienda aeronautica statunitense specializzata nella costruzione di alianti.

## Storia
Venne fondata da Gus Briegleb con sede nell'ex US Army Airfield ad El Mirage Dry Lake, in California, per commerciare kit di montaggio e licenze di produzione dei propri progetti.
Il suo progetto di maggior successo commerciale fu il Briegleb BG-12, un aliante realizzato completamente in legno e tela, ma precedentemente riuscì a vendere anche progetti per alianti ad uso militare.

## Produzione
| Modello | Anno | Tipo                     | Esemplari        | Note                                         |
| BG-6    | 1939 | aliante da addestramento | 76               | 9 prodotti in azienda 67 in kit di montaggio |
| BG-7    | 1940 | aliante                  | oltre 20         | 1 prodotto in azienda 20 in kit              |
| BG-12   | 1940 | aliante                  | circa 350 in kit |                                              |